# غيوم أنطوان أوليفييه
غيوم أنطوان أوليفييه (بالفرنسية: Guillaume-Antoine Olivier)‏ (1169 - 1229 ه‍ـ / 1756 - 1814 م) هو رحالة وعالم حشرات فرنسي.
قام برحلات من 1208 - 1212هـ، الموافق 1793 حتى سنة 1797 م في عدد من أقاليم الدولة العثمانية.

## آثاره
أهم آثاره كتابته عن رحلته إلى المشرق، ونشرت بالفرنسية باسم:
Voyage dansl Empire ottoman, I’Erypte etla perse, Fait, par order du Gouvernement, pendantles six premieres annees de la Republique, par G.A.Olivier
وترجمتها الحرفية إلى العربية «رحلة الامبراطورية العثمانية، مصر، فارس وتمت بامر الحكومة خلال السنوات الست الأولى من الجمهورية، من قبل ج.أ.آوليفييه»، وقد ترجمها الأب يوسف حبي إلى العربية باسم «رحلة أوليفية إلى العراق 1794 - 1796» (بغداد، مطبع المجمع العلمي العراقي، 1408هـ / 1988 م).